# The American (Henry James)
The American (em português, O americano) é o terceiro romance de Henry James, publicado como série em The Atlantic Monthly em 1876 e 1877, e como livro em 1877. O romance é uma combinação complicada de comédia social e melodrama, tratando das aventuras e desventuras de Christopher Newman, um homem de negócios americano que é essencialmente bondoso, mas desastrado, em sua primeira viagem à Europa. Newman procura por um mundo diferente das realidades simples e duras dos negócios americanos no século XIX. Ele encontra tanto a beleza quanto a feiúra da Europa, e aprende a levar em consideração as das duas. O núcleo do romance trata da corte que Newman faz à uma jovem viúva de uma família aristocrática de Paris.

## Adaptações
Sempre desejando sucesso no teatro, James converteu o romance em peça no começo da década de 1890. Essa versão dramática alterou profundamente a história original, e terminou até mesmo com um final feliz para agradar os espectadores. Essa peça foi produzida em Londres e em outras cidades da Inglaterra, e obteve sucesso moderado.
A Public Broadcasting Service (PBS) produziu um filme para televisão baseado no romance em 1998, digido por Paul Unwin e estrelado por Matthew Modine como Christopher Newman e Diana Rigg como Madame Bellegarde.